# Оксид рения(VII)
Оксид рения(VII) — неорганическое соединение, оксид металла рения с формулой Re2O7, светло-жёлтые гигроскопичные кристаллы, растворяется в холодной воде, реагирует с горячей.

## Получение
- Окисление металлического рения:

{\displaystyle {\mathsf {4Re+7O_{2}\ {\xrightarrow {400^{o}C}}\ 2Re_{2}O_{7}}}}
- Разложение при нагревании оксида рения(IV):

{\displaystyle {\mathsf {7ReO_{2}\ {\xrightarrow {850^{o}C,vacuum}}\ 3Re+2Re_{2}O_{7}}}}
- Окисление оксида рения(IV):

{\displaystyle {\mathsf {4ReO_{2}+3O_{2}\ {\xrightarrow {400^{o}C}}\ 2Re_{2}O_{7}}}}
- Разложение при нагревании рениевой кислоты:

{\displaystyle {\mathsf {2HReO_{4}\ {\xrightarrow {65-160^{o}C}}\ Re_{2}O_{7}+H_{2}O}}}

## Физические свойства
Оксид рения(VII) образует светло-жёлтые диамагнитные кристаллы ромбической сингонии, пространственная группа P 212121,параметры ячейки a = 1,2508 нм, b = 1,5196 нм, c = 0,5448 нм.
Растворимы в холодной воде и этаноле, реагируют с горячей водой.

## Химические свойства
- Разлагается при нагревании:

{\displaystyle {\mathsf {2Re_{2}O_{7}\ {\xrightarrow {600^{o}C}}\ 4ReO_{2}+3O_{2}}}}
- Реагирует с горячей водой:

{\displaystyle {\mathsf {Re_{2}O_{7}+H_{2}O\ {\xrightarrow {90^{o}C}}\ 2HReO_{4}}}}
- Реагирует с щелочами с образованием перренатов:

{\displaystyle {\mathsf {Re_{2}O_{7}+2NaOH\ {\xrightarrow {}}\ 2NaReO_{4}+H_{2}O}}}
- Является окислителем:

{\displaystyle {\mathsf {Re_{2}O_{7}+6HBr\ {\xrightarrow {}}\ ReO_{2}\downarrow +3Br_{2}+3H_{2}O}}}
- Восстанавливается водородом:

{\displaystyle {\mathsf {Re_{2}O_{7}+7H_{2}\ \xrightarrow {500^{o}C} \ 2Re+7H_{2}O}}}
- Конпропорционирует с рением:

{\displaystyle {\mathsf {3Re_{2}O_{7}+Re\ {\xrightarrow {250-300^{o}C}}\ 7ReO_{3}}}}
{\displaystyle {\mathsf {2Re_{2}O_{7}+3Re\ {\xrightarrow {500-650^{o}C}}\ 7ReO_{2}}}}
- Реагирует с монооксидом углерода:

{\displaystyle {\mathsf {Re_{2}O_{7}+17CO\ {\xrightarrow {250^{o}C,p}}\ Re_{2}(CO)_{10}+7CO_{2}}}}
- Реагирует с амидом калия с образованием нитридорената(VII):

{\displaystyle {\mathsf {Re_{2}O_{7}+3KNH_{2}\ \xrightarrow {\ } K_{2}ReO_{3}N+KReO_{4}+2NH_{3}}}}